# Incognito (album)
Pour les articles homonymes, voir Incognito.
Albums de Michel Polnareff
La Vengeance du serpent à plumes (bande originale)
(1984) Kâmâ Sutrâ
(1990)
Singles
1. Viens te faire chahuter / Dans la rue
Sortie : 1984
2. La belle veut sa revanche (encore et encore) / La belle veut sa revanche (insrumental)
Sortie : 1984
3. Y'a que pas pouvoir qu'on peut / Dans la rue
Sortie : 1985
4. Sur un seul mot de toi / Bronzer vert
Sortie : 1986

Incognito est le 8e album studio de Michel Polnareff sorti en 1985.
Cet album connut moins de succès que le précédent en raison d'un conflit entre l'éditeur de l'époque de Polnareff et les gros distributeurs comme la FNAC. Pourtant, Incognito, qui allait donc le rester, est dans la continuité de "Bulles". Son électronique, voix futuriste avec un "Dans la rue" aux sonorités très années 80.

## Liste des titres
La musique de cet album est entièrement composée par Michel Polnareff et toutes les paroles sont écrites par Michel Polnareff.
| No | Titre                                        | Durée |
| -- | -------------------------------------------- | ----- |
| 1. | Bronzer vert                                 | 3:30  |
| 2. | Dans la rue                                  | 4:03  |
| 3. | Visage (Les souvenirs de demain)             | 4:23  |
| 4. | La belle veut sa revanche (encore et encore) | 3:37  |
| 5. | Y'a que pas pouvoir qu'on peut               | 3:54  |
| 6. | Graffiti                                     | 4:15  |
| 7. | Viens te faire chahuter                      | 4:39  |
| 8. | Sur un seul mot de toi                       | 5:23  |